# Saint-Léger-du-Malzieu
Saint-Léger-du-Malzieu (okzitanisch: Sent Latgièr del Malasiu) ist eine südfranzösische Gemeinde mit 211 Einwohnern (Stand: 1. Januar 2022) im Département Lozère in der Region Okzitanien. Die Gemeinde gehört zum Arrondissement Mende und zum Kanton Saint-Alban-sur-Limagnole. Die Einwohner werden Saint-Légérois genannt.

## Lage
Saint-Léger-du-Malzieu liegt im Gebiet der Causse de Sauveterre im südlichen Zentralmassiv in den Cevennen in der historischen Landschaft des Gevaudan. Umgeben wird Saint-Léger-du-Malzieu von den Nachbargemeinden Julianges im Norden, Saint-Privat-du-Fau im Osten und Nordosten, Le Malzieu-Forain im Südosten, Le Malzieu-Ville im Süden, Blavignac im Westen und Südwesten sowie Chaulhac im Nordwesten.

## Bevölkerungsentwicklung
| Jahr                       | 1962 | 1968 | 1975 | 1982 | 1990 | 1999 | 2006 | 2013 | 2018 |
| Einwohner                  | 352  | 330  | 283  | 263  | 235  | 189  | 210  | 204  | 212  |
| Quellen: Cassini und INSEE |      |      |      |      |      |      |      |      |      |

## Sehenswürdigkeiten

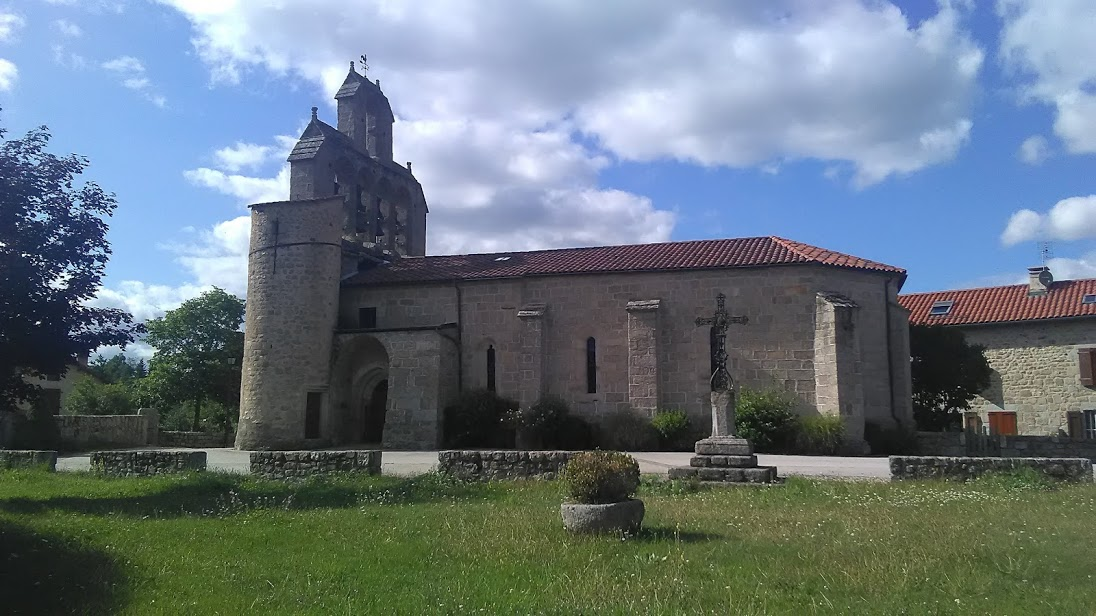
Kirche Saint-Barthélémy

- Kirche Saint-Barthélémy